# Centrum shody
Centrum shody (lotyšsky Saskaņas Centrs, zkracováno SC) je politická strana v Lotyšsku. Byla vítězem voleb v roce 2011 a v lotyšském stočlenném parlamentu měla 31 poslanců. Od roku 2014 počet jejích poslanců poklesl na 24.
Jedná se o levicovou stranu vyznávající sociální demokracii a demokratický socialismus, která je navíc prorusky orientována a je reprezentantem početné menšiny Rusů v Lotyšsku. Vede ji Nils Ušakovs, starosta Rigy, sám ruského původu.
Je zastoupena i v Evropském parlamentu, kde je členem politických skupin Pokrokové spojenectví socialistů a demokratů a Evropská sjednocená levice a Severská zelená levice.